# (3043) San Diego
(3043) San Diego (1982 SA) – planetoida z pasa głównego asteroid okrążająca Słońce w ciągu 2,68 lat w średniej odległości 1,93 j.a. Odkryta 20 września 1982 roku.